# الوتگاما
الوتگاما (به لاتین: Aluthgama) یک منطقهٔ مسکونی در سری‌لانکا است که در ناحیه کالوتارا واقع شده‌است.